# Wtryskiwacz
Wtryskiwacz – integralna część starszych rozwiązań hydraulicznego systemu wtrysku paliwa, którego zadaniem jest:
- podanie dawki paliwa pod odpowiednim ciśnieniem do komory spalania,
- zapewnienie odpowiedniego rozpylenia paliwa.

W przypadku wtrysku pośredniego dominuje konstrukcja wtryskiwacza typu czopikowego.
W przypadku wtrysku bezpośredniego dominuje konstrukcja wtryskiwacza wielootworowego.
Wtryskiwacze współpracują z:
- pompą sekcyjną
- pompą rozdzielaczową.

Wtryskiwacz jest połączony z pompą przewodem wysokiego ciśnienia.
Rozwój nowoczesnych form hydraulicznego systemu wtrysku paliwa, coraz ostrzejsze wymogi ekologiczne jakie muszą spełniać współczesne silniki wysokoprężne sprawia, że nowoczesne sposoby wtrysku paliwa (pompowtryskiwacze i common rail) są formami dominującymi w obecnych konstrukcjach silników wysokoprężnych. W najnowszych układach Common Rail do wtrysku bezpośredniego stosuje się coraz częściej wtryskiwacze piezoelektryczne zamiast elektromagnetycznych.
W przypadku rozwiązania z komorą wirową lub komorą wstępną paliwo jest sprężane przez pompę paliwową szeregową lub rotacyjną  do ciśnienia ok. 200 bar i metalowymi przewodami doprowadzone bezpośrednio do wtryskiwacza.

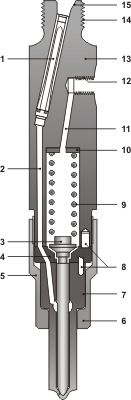
Standardowy wtryskiwacz

Budowę wtryskiwacza przedstawiamy na schemacie z prawej.
1. - filtr szczelinowy
| 2. - kanał dopływowy                   |
| 3. - czop naciskowy                    |
| 4. - wkładka                           |
| 5. - nakrętka                          |
| 6. - obsadka rozpylacza                |
| 7. - korpus rozpylacza                 |
| 8. - kołki pozycjonujące               |
| 9. - sprężyna                          |
| 10. - podkładka regulacyjna            |
| 11. - kanal odprowadzenia przecieków   |
| 12. - króciec odprowadzenia przecieków |
| 13. - korpus wtryskiwacza              |
| 14. - złącze gwintowe                  |
| 15. - stożek uszczelniający            |